# Форд, Ричард (американский писатель)
Ричард Форд (англ. Richard Ford; род. 16 февраля 1944) — американский писатель и педагог, лауреат Пулитцеровской премии.

## Биография
Ричард Форд родился в городе Джэксон (Миссисипи) и до восьми лет путешествовал вместе со своим отцом Паркером Кэролом Фордом, работавшим представителем фирмы Faultless Starch. После первого сердечного приступа отец оставил Ричарда в Литл-Роке (Арканзас) у деда. В 1960 году Паркер Форд умер от второго сердечного приступа.
Форд получил степень бакалавра в Университете штата Мичиган. Изначально поступив на отделение по управлению гостиничным хозяйством, впоследствии стал изучать английский язык и литературу. После получения высшего образования преподавал в средней школе в городе Флинт (Мичиган), затем записался в морскую пехоту, но был демобилизован по болезни. В университете Ричард Форд встретил Кристину Хенсли, свою будущую супругу (женат с 1968).
Несмотря на легкую дислексию, Форд долгое время серьёзно изучал литературу. В одном из интервью он заявил, что его дислексия в чем-то даже помогла ему как читателю, поскольку заставляла его читать медленно и вдумчиво.
Некоторое время Форд посвятил учёбе в юридической школе, но бросил и перешёл в Калифорнийский университет в Ирвайне, где в 1970 году получил степень магистра в области изобразительного искусства. В 1971 году получил трёхлетний контракт на работу в Мичиганском университете.

## Награды
- 2001 PEN/Malamud Award
- 1995 PEN/Faulkner Award[4] за роман День независимости[англ.]
- 1995 Pulitzer Prize for Fiction[5] за роман День независимости[англ.]
- 1995 Rea Award for the Short Story[6]
- 1987 Американская литературная премия ПЕН/Фолкнер

### Романы
- Кусочек сердца (англ. A Piece of My Heart, 1976)
- Последний счастливый случай (англ. The Ultimate Good Luck, 1981)
- Дикая жизнь (англ. Wildlife, 1990)
- Канада (англ. Canada, 2012)

#### Тетралогия о Фрэнке Баскомбе
- Спортивный журналист (англ. Sportswriter, 1986)
- День независимости[англ.] (англ. Independence day, 1995)
- Край земли (англ. Lay of the Land, 2006)
- Позволь мне быть с тобой Фрэнк (англ. Let me be Frank with you, 2014) - состоит из 4 новелл:
  1. "Я здесь" (англ. I'm here);
  2. "Все могло быть и хуже" (англ. Everything could be worse);
  3. "Новый нормальный" (англ. New normal);
  4. "Смерти других людей" (англ. Deaths of others).

### Новеллы
- Рок-Спрингс (англ. Rock springs, 1987)
- Женщины с мужчинами: Три истории (англ. Women with Men: Three Stories, 1997)
- Множество грехов (англ. A Multitude of Sins, 2002)
- Винтажный Форд (англ. Vintage Ford, 2004)

### Мемуары
- Между ними: Вспоминая моих родителей (англ. Between them: Remembering my parents, 2017)

## Сценарист
- Светлый ангел (англ. Bright angel, 1990)